# Saison 2024-2025 des Rockets de Houston
La saison 2024-2025 des Rockets de Houston est la 58e saison de la franchise en National Basketball Association (NBA) et la 54e saison dans la ville de Houston.
Le 2 avril, les Rockets se qualifient pour les playoffs après leur victoire contre le Jazz de l'Utah (143-105). Ils sont également assurés de terminer premier de la Division Sud-Ouest. 
Le 4 mai, ils sont éliminés par les Warriors de Golden State au premier tour des playoffs (3-4).

## Draft
| Tour | Choix | Joueur        | Poste | Nationalité | Provenance            |
| ---- | ----- | ------------- | ----- | ----------- | --------------------- |
| 1    | 3     | Reed Sheppard | SG    | États-Unis  | Wildcats du Kentucky  |
| 2    | 44    | Pelle Larsson | SG/SF | Suède       | Wildcats de l'Arizona |

## Matchs

### Summer League
| Summer League Total: 2-3 |

| Match | Date match | Équipe      | Score    | Meilleur marqueur  | Meilleur rebondeur    | Meilleur passeur   | Lieux Spectateurs      | Série |
| ----- | ---------- | ----------- | -------- | ------------------ | --------------------- | ------------------ | ---------------------- | ----- |
| 1     | 12 juillet | L.A. Lakers | V 99-80  | Reed Sheppard (23) | Cam Whitmore (10)     | Reed Sheppard (5)  | Thomas & Mack Center 0 | 1 - 0 |
| 2     | 14 juillet | Washington  | V 109-91 | Cam Whitmore (25)  | Orlando Robinson (15) | Reed Sheppard (7)  | Thomas & Mack Center 0 | 2 - 0 |
| 3     | 15 juillet | Détroit     | D 73-87  | A. J. Griffin (18) | Nate Williams (10)    | Cam Whitmore (5)   | Thomas & Mack Center 0 | 2 - 1 |
| 4     | 18 juillet | Minnesota   | D 83-93  | Reed Sheppard (20) | Orlando Robinson (9)  | Reed Sheppard (7)  | Thomas & Mack Center 0 | 2 - 2 |
| 5     | 21 juillet | Portland    | D 95-105 | Trevor Keels (22)  | Orlando Robinson (10) | Keels, Samuels (4) | Cox Pavilion 0         | 2 - 3 |

### Pré-saison
| Pré-saison Total: 3-1 (Domicile : 2-0; Extérieur : 1-1) |

| Match | Date match | Équipe              | Score          | Meilleur marqueur   | Meilleur rebondeur   | Meilleur passeur  | Lieux Spectateurs    | Série |
| ----- | ---------- | ------------------- | -------------- | ------------------- | -------------------- | ----------------- | -------------------- | ----- |
| 1     | 7 octobre  | @ Utah              | D 113-122      | Jalen Green (21)    | Jabari Smith Jr. (5) | Fred VanVleet (8) | Delta Center 14 288  | 0 - 1 |
| 2     | 9 octobre  | @ Oklahoma City     | V 122-113 (OT) | Alperen Şengün (17) | Alperen Şengün (9)   | Cam Whitmore (4)  | Paycom Center 0      | 1 - 1 |
| 3     | 15 octobre | La Nouvelle-Orléans | V 118-98       | Jalen Green (19)    | Steven Adams (11)    | Fred VanVleet (9) | Toyota Center 15 528 | 2 - 1 |
| 4     | 17 octobre | San Antonio         | V 129-107      | Jalen Green (30)    | Alperen Şengün (10)  | Fred VanVleet (5) | Toyota Center 16 424 | 3 - 1 |

### Saison régulière
| Saison régulière Total: 52-30 (Domicile : 29-12; Extérieur : 23-18) |

| Match | Date match | Équipe        | Score     | Meilleur marqueur | Meilleur rebondeur    | Meilleur passeur     | Lieux Spectateurs               | Série |
| ----- | ---------- | ------------- | --------- | ----------------- | --------------------- | -------------------- | ------------------------------- | ----- |
| 1     | 23 octobre | Charlotte     | D 105-110 | Jalen Green (28)  | Alperen Şengün (18)   | Fred VanVleet (6)    | Toyota Center 18 055            | 0 - 1 |
| 2     | 25 octobre | Memphis       | V 128-108 | Jalen Green (22)  | Jabari Smith Jr. (16) | Green, Smith Jr. (4) | Toyota Center 18 055            | 1 - 1 |
| 3     | 26 octobre | @ San Antonio | D 106-109 | Jalen Green (29)  | Jabari Smith Jr. (7)  | Fred VanVleet (7)    | Frost Bank Center 18 715        | 1 - 2 |
| 4     | 28 octobre | @ San Antonio | V 106-101 | Jalen Green (36)  | Alperen Şengün (12)   | Fred VanVleet (9)    | Frost Bank Center 17 519        | 2 - 2 |
| 5     | 31 octobre | @ Dallas      | V 108-102 | Jalen Green (23)  | Green, Şengün (12)    | Trois joueurs (4)    | American Airlines Center 20 011 | 3 - 2 |

| Match                                  | Date match  | Équipe          | Score          | Meilleur marqueur     | Meilleur rebondeur    | Meilleur passeur      | Lieux Spectateurs           | Série  |
| -------------------------------------- | ----------- | --------------- | -------------- | --------------------- | --------------------- | --------------------- | --------------------------- | ------ |
| 6                                      | 2 novembre  | Golden State    | D 121-127 (OT) | Tari Eason (27)       | Amen Thompson (11)    | Fred VanVleet (5)     | Toyota Center 18 055        | 3 - 3  |
| 7                                      | 4 novembre  | New York        | V 109-97       | Alperen Şengün (25)   | Alperen Şengün (14)   | Şengün, VanVleet (5)  | Toyota Center 16 417        | 4 - 3  |
| 8                                      | 6 novembre  | San Antonio     | V 127-100      | Green, VanVleet (21)  | Fred VanVleet (7)     | Fred VanVleet (10)    | Toyota Center 16 208        | 5 - 3  |
| 9                                      | 8 novembre  | @ Oklahoma City | D 107-126      | Dillon Brooks (17)    | Alperen Şengün (9)    | Alperen Şengün (6)    | Paycom Center 18 203        | 5 - 4  |
| 10                                     | 10 novembre | @ Détroit       | V 101-99       | Alperen Şengün (27)   | Alperen Şengün (10)   | Fred VanVleet (7)     | Little Caesars Arena 18 744 | 6 - 4  |
| 11                                     | 11 novembre | Washington      | V 107-92       | Alperen Şengün (27)   | Alperen Şengün (17)   | Brooks, Şengün (3)    | Toyota Center 15 998        | 7 - 4  |
| 12                                     | 13 novembre | L.A. Clippers   | V 111-103      | Jalen Green (21)      | Şengün, Thompson (11) | Alperen Şengün (6)    | Toyota Center 16 493        | 8 - 4  |
| 13                                     | 15 novembre | L.A. Clippers*  | V 125-104      | Jabari Smith Jr. (28) | Jabari Smith Jr. (11) | Şengün, VanVleet (10) | Toyota Center 18 055        | 9 - 4  |
| 14                                     | 17 novembre | @ Chicago       | V 143-107      | Fred VanVleet (28)    | Şengün, Thompson (11) | Alperen Şengün (11)   | United Center 20 667        | 10 - 4 |
| 15                                     | 18 novembre | @ Milwaukee     | D 100-101      | Fred VanVleet (26)    | Tari Eason (14)       | Şengün, VanVleet (5)  | Fiserv Forum 17 341         | 10 - 5 |
| 16                                     | 20 novembre | Indiana         | V 130-113      | Alperen Şengün (31)   | Alperen Şengün (12)   | Fred VanVleet (6)     | Toyota Center 16 087        | 11 - 5 |
| 17                                     | 22 novembre | Portland*       | V 116-88       | Dillon Brooks (28)    | Amen Thompson (11)    | Fred VanVleet (8)     | Toyota Center 15 546        | 12 - 5 |
| 18                                     | 23 novembre | Portland        | D 98-104       | Alperen Şengün (22)   | Jabari Smith Jr. (8)  | Şengün, VanVleet (5)  | Toyota Center 16 102        | 12 - 6 |
| 19                                     | 26 novembre | @ Minnesota*    | V 117-111 (OT) | Fred VanVleet (27)    | Alperen Şengün (10)   | Şengün, VanVleet (11) | Target Center 18 978        | 13 - 6 |
| 20                                     | 27 novembre | @ Philadelphie  | V 122-115 (OT) | Jalen Green (41)      | Alperen Şengün (14)   | Alperen Şengün (7)    | Wells Fargo Center 19 765   | 14 - 6 |
| *Matchs comptant pour la NBA Cup 2024. |             |                 |                |                       |                       |                       |                             |        |

| Match                                  | Date match   | Équipe                | Score     | Meilleur marqueur     | Meilleur rebondeur       | Meilleur passeur     | Lieux Spectateurs           | Série   |
| -------------------------------------- | ------------ | --------------------- | --------- | --------------------- | ------------------------ | -------------------- | --------------------------- | ------- |
| 21                                     | 1er décembre | Oklahoma City         | V 119-116 | Fred VanVleet (38)    | Şengün, Smith Jr. (14)   | Alperen Şengün (9)   | Toyota Center 18 055        | 15 - 6  |
| 22                                     | 3 décembre   | @ Sacramento*         | D 111-120 | Jalen Green (28)      | Tari Eason (12)          | Alperen Şengün (6)   | Golden 1 Center 15 019      | 15 - 7  |
| 23                                     | 5 décembre   | @ Golden State        | D 93-99   | Alperen Şengün (16)   | Şengün, Thompson (8)     | Şengün, VanVleet (5) | Chase Center 18 064         | 15 - 8  |
| 24                                     | 8 décembre   | @ L.A. Clippers       | V 117-106 | Jalen Green (31)      | Jabari Smith Jr. (12)    | Alperen Şengün (6)   | Intuit Dome 14 782          | 16 - 8  |
| 25                                     | 11 décembre  | Golden State*         | V 91-90   | Alperen Şengün (26)   | Alperen Şengün (11)      | Fred VanVleet (7)    | Toyota Center 18 055        | 17 - 8  |
| 26                                     | 14 décembre  | @ Oklahoma City*      | D 96-111  | Amen Thompson (19)    | Alperen Şengün (11)      | Fred VanVleet (7)    | T-Mobile Arena 17 937       | 17 - 9  |
| 27                                     | 19 décembre  | La Nouvelle-Orléans   | V 133-113 | Jalen Green (34)      | Alperen Şengün (9)       | Fred VanVleet (9)    | Toyota Center 18 055        | 18 - 9  |
| 28                                     | 22 décembre  | @ Toronto             | V 114-110 | Dillon Brooks (27)    | Alperen Şengün (10)      | Şengün, VanVleet (5) | Scotiabank Arena 19 305     | 19 - 9  |
| 29                                     | 23 décembre  | @ Charlotte           | V 114-101 | Jabari Smith Jr. (21) | Smith Jr., Thompson (11) | Fred VanVleet (6)    | Spectrum Center 19 134      | 20 - 9  |
| 30                                     | 26 décembre  | @ La Nouvelle-Orléans | V 128-111 | Jalen Green (30)      | Alperen Şengün (13)      | Alperen Şengün (6)   | Smoothie King Center 16 052 | 21 - 9  |
| 31                                     | 27 décembre  | Minnesota             | D 112-113 | Alperen Şengün (38)   | Alperen Şengün (12)      | Fred VanVleet (7)    | Toyota Center 18 055        | 21 - 10 |
| 32                                     | 29 décembre  | Miami                 | D 100-104 | Dillon Brooks (22)    | Alperen Şengün (18)      | Şengün, VanVleet (6) | Toyota Center 18 055        | 21 - 11 |
| *Matchs comptant pour la NBA Cup 2024. |              |                       |           |                       |                          |                      |                             |         |

| Match                                                                  | Date match  | Équipe       | Score     | Meilleur marqueur   | Meilleur rebondeur    | Meilleur passeur        | Lieux Spectateurs                 | Série   |
| ---------------------------------------------------------------------- | ----------- | ------------ | --------- | ------------------- | --------------------- | ----------------------- | --------------------------------- | ------- |
| 33                                                                     | 1er janvier | Dallas       | V 110-99  | Alperen Şengün (23) | Brooks, Şengün (6)    | Fred VanVleet (7)       | Toyota Center 18 055              | 22 - 11 |
| 34                                                                     | 3 janvier   | Boston       | D 86-109  | Jalen Green (27)    | Alperen Şengün (7)    | Şengün, VanVleet (3)    | Toyota Center 18 055              | 22 - 12 |
| 35                                                                     | 5 janvier   | L.A. Lakers  | V 119-115 | Jalen Green (33)    | Amen Thompson (16)    | Green, Şengün (4)       | Toyota Center 18 055              | 23 - 12 |
| 36                                                                     | 7 janvier   | @ Washington | V 135-112 | Jalen Green (29)    | Amen Thompson (15)    | Fred VanVleet (12)      | Capital One Arena 12 930          | 24 - 12 |
| 37                                                                     | 9 janvier   | @ Memphis    | V 119-115 | Alperen Şengün (32) | Alperen Şengün (14)   | Şengün, Thompson (5)    | FedExForum 16 298                 | 25 - 12 |
| -                                                                      | 11 janvier  | @ Atlanta    | Reporté*  | Reporté*            | Reporté*              | Reporté*                | State Farm Arena                  | -       |
| 38                                                                     | 13 janvier  | Memphis      | V 120-118 | Jalen Green (42)    | Amen Thompson (13)    | Fred VanVleet (9)       | Toyota Center 18 055              | 26 - 12 |
| 39                                                                     | 15 janvier  | @ Denver     | V 128-108 | Jalen Green (34)    | Trois joueurs (9)     | Şengün, VanVleet (8)    | Ball Arena 19 837                 | 27 - 12 |
| 40                                                                     | 16 janvier  | @ Sacramento | D 127-132 | Jalen Green (28)    | Şengün, Thompson (10) | Amen Thompson (5)       | Golden 1 Center 18 227            | 27 - 13 |
| 41                                                                     | 18 janvier  | @ Portland   | V 125-103 | Jalen Green (26)    | Alperen Şengün (15)   | Alperen Şengün (6)      | Moda Center 17 077                | 28 - 13 |
| 42                                                                     | 20 janvier  | Détroit      | D 96-107  | Fred VanVleet (20)  | Alperen Şengün (8)    | Şengün, Thompson (5)    | Toyota Center 18 055              | 28 - 14 |
| 43                                                                     | 22 janvier  | Cleveland    | V 109-108 | Fred VanVleet (26)  | Amen Thompson (16)    | Ja. Green, VanVleet (5) | Toyota Center 16 719              | 29 - 14 |
| 44                                                                     | 25 janvier  | @ Cleveland  | V 135-131 | Green, Şengün (26)  | Amen Thompson (14)    | Amen Thompson (10)      | Rocket Mortgage FieldHouse 19 432 | 30 - 14 |
| 45                                                                     | 27 janvier  | @ Boston     | V 114-112 | Dillon Brooks (36)  | Şengün, Thompson (9)  | Alperen Şengün (9)      | TD Garden 19 156                  | 31 - 14 |
| 46                                                                     | 28 janvier  | @ Atlanta    | V 100-96  | Jalen Green (25)    | Alperen Şengün (10)   | Fred VanVleet (6)       | State Farm Arena 15 553           | 32 - 14 |
| 47                                                                     | 30 janvier  | @ Memphis    | D 119-120 | Jalen Green (25)    | Tari Eason (12)       | Green, VanVleet (5)     | FedExForum 16 257                 | 32 - 15 |
| * Le match a été reporté à cause des conditions climatiques à Atlanta. |             |              |           |                     |                       |                         |                                   |         |

| Match                  | Date match  | Équipe       | Score     | Meilleur marqueur   | Meilleur rebondeur     | Meilleur passeur    | Lieux Spectateurs               | Série   |
| ---------------------- | ----------- | ------------ | --------- | ------------------- | ---------------------- | ------------------- | ------------------------------- | ------- |
| 48                     | 1er février | Brooklyn     | D 98-110  | Jalen Green (29)    | Amen Thompson (10)     | Amen Thompson (7)   | Toyota Center 18 055            | 32 - 16 |
| 49                     | 3 février   | @ New York   | D 118-124 | Amen Thompson (25)  | Steven Adams (13)      | Amen Thompson (11)  | Madison Square Garden 19 812    | 32 - 17 |
| 50                     | 4 février   | @ Brooklyn   | D 97-99   | Alperen Şengün (24) | Alperen Şengün (20)    | Amen Thompson (8)   | Barclays Center 16 564          | 32 - 18 |
| 51                     | 6 février   | @ Minnesota  | D 114-127 | Jalen Green (28)    | Alperen Şengün (10)    | Alperen Şengün (7)  | Target Center 18 978            | 32 - 19 |
| 52                     | 8 février   | @ Dallas     | D 105-116 | Alperen Şengün (30) | Steven Adams (12)      | Jalen Green (6)     | American Airlines Center 20 303 | 32 - 20 |
| 53                     | 9 février   | Toronto      | V 94-87   | Dillon Brooks (19)  | Landale, Thompson (10) | Amen Thompson (5)   | Toyota Center 16 829            | 33 - 20 |
| 54                     | 12 février  | Phoenix      | V 119-111 | Tari Eason (25)     | Alperen Şengün (13)    | Amen Thompson (11)  | Toyota Center 16 227            | 34 - 20 |
| 55                     | 13 février  | Golden State | D 98-105  | Aaron Holiday (25)  | Alperen Şengün (13)    | Amen Thompson (5)   | Toyota Center 18 055            | 34 - 21 |
| NBA All-Star Game 2025 |             |              |           |                     |                        |                     |                                 |         |
| 56                     | 21 février  | Minnesota    | V 121-115 | Jalen Green (35)    | Alperen Şengün (13)    | Amen Thompson (6)   | Toyota Center 18 055            | 35 - 21 |
| 57                     | 22 février  | @ Utah       | D 115-124 | Alperen Şengün (27) | Alperen Şengün (12)    | Jalen Green (10)    | Delta Center 18 175             | 35 - 22 |
| 58                     | 25 février  | Milwaukee    | V 100-97  | Jalen Green (25)    | Alperen Şengün (11)    | Amen Thompson (6)   | Toyota Center 18 055            | 36 - 22 |
| 59                     | 26 février  | San Antonio  | V 118-106 | Amen Thompson (25)  | Alperen Şengün (11)    | Adams, Thompson (5) | Toyota Center 18 055            | 37 - 22 |

| Match | Date match | Équipe                | Score          | Meilleur marqueur     | Meilleur rebondeur    | Meilleur passeur     | Lieux Spectateurs            | Série   |
| ----- | ---------- | --------------------- | -------------- | --------------------- | --------------------- | -------------------- | ---------------------------- | ------- |
| 60    | 1er mars   | Sacramento            | D 103-113      | Alperen Şengün (30)   | Amen Thompson (11)    | Şengün, VanVleet (5) | Toyota Center 18 055         | 37 - 23 |
| 61    | 3 mars     | @ Oklahoma City       | D 128-137      | Cam Whitmore (27)     | Cam Whitmore (11)     | Reed Sheppard (5)    | Paycom Center 17 714         | 37 - 24 |
| 62    | 4 mars     | @ Indiana             | D 102-115      | Alperen Şengün (25)   | Tari Eason (14)       | Alperen Şengün (7)   | Gainbridge Fieldhouse 15 513 | 37 - 25 |
| 63    | 6 mars     | @ La Nouvelle-Orléans | V 109-97       | Alperen Şengün (22)   | Amen Thompson (11)    | Green, Şengün (8)    | Smoothie King Center 17 636  | 38 - 25 |
| 64    | 8 mars     | La Nouvelle-Orléans   | V 146-117      | Dillon Brooks (27)    | Amen Thompson (9)     | Amen Thompson (11)   | Toyota Center 18 055         | 39 - 25 |
| 65    | 10 mars    | Orlando               | V 97-84        | Jabari Smith Jr. (20) | Steven Adams (17)     | Jalen Green (8)      | Toyota Center 16 665         | 40 - 25 |
| 66    | 12 mars    | Phoenix               | V 111-104      | Jalen Green (29)      | Tari Eason (10)       | Alperen Şengün (7)   | Toyota Center 18 055         | 41 - 25 |
| 67    | 14 mars    | Dallas                | V 133-96       | Tari Eason (30)       | Alperen Şengün (15)   | Jalen Green (5)      | Toyota Center 16 612         | 42 - 25 |
| 68    | 15 mars    | Chicago               | V 117-114      | Jalen Green (28)      | Alperen Şengün (15)   | Fred VanVleet (7)    | Toyota Center 18 055         | 43 - 25 |
| 69    | 17 mars    | Philadelphie          | V 144-137 (OT) | Green, Smith Jr. (30) | Alperen Şengün (11)   | Jalen Green (13)     | Toyota Center 16 648         | 44 - 25 |
| 70    | 19 mars    | @ Orlando             | V 116-108      | Jalen Green (26)      | Alperen Şengün (12)   | Eason, Şengün (4)    | Kia Center 19 609            | 45 - 25 |
| 71    | 21 mars    | @ Miami               | V 102-98       | Fred VanVleet (37)    | Alperen Şengün (10)   | Amen Thompson (5)    | Kaseya Center 19 700         | 46 - 25 |
| 72    | 23 mars    | Denver                | D 111-116      | Jalen Green (30)      | Alperen Şengün (14)   | Alperen Şengün (10)  | Toyota Center 18 055         | 46 - 26 |
| 73    | 25 mars    | Atlanta               | V 121-114      | Jalen Green (32)      | Tari Eason (14)       | Alperen Şengün (5)   | Toyota Center 16 817         | 47 - 26 |
| 74    | 27 mars    | @ Utah                | V 121-110      | Alperen Şengün (33)   | Trois joueurs (10)    | Green, VanVleet (6)  | Delta Center 18 175          | 48 - 26 |
| 75    | 30 mars    | @ Phoenix             | V 148-109      | Jalen Green (33)      | Amen Thompson (10)    | Amen Thompson (9)    | PHX Arena 17 071             | 49 - 26 |
| 76    | 31 mars    | @ L.A. Lakers         | D 98-104       | Amen Thompson (20)    | Jabari Smith Jr. (11) | Fred VanVleet (9)    | Crypto.com Arena 18 997      | 49 - 27 |

| Match | Date match | Équipe          | Score     | Meilleur marqueur       | Meilleur rebondeur     | Meilleur passeur        | Lieux Spectateurs       | Série   |
| ----- | ---------- | --------------- | --------- | ----------------------- | ---------------------- | ----------------------- | ----------------------- | ------- |
| 77    | 2 avril    | Utah            | V 143-105 | Jalen Green (22)        | Smith Jr., Şengün (14) | Alperen Şengün (9)      | Toyota Center 18 055    | 50 - 27 |
| 78    | 4 avril    | Oklahoma City   | V 125-111 | Jalen Green (34)        | Jabari Smith Jr. (17)  | Thompson, VanVleet (6)  | Toyota Center 18 055    | 51 - 27 |
| 79    | 6 avril    | @ Golden State  | V 106-96  | Dillon Brooks (24)      | Alperen Şengün (14)    | Amen Thompson (6)       | Chase Center 18 064     | 52 - 27 |
| 80    | 9 avril    | @ L.A. Clippers | D 117-134 | Reed Sheppard (20)      | Jock Landale (9)       | Jock Landale (5)        | Intuit Dome 17 927      | 52 - 28 |
| 81    | 11 avril   | @ L.A. Lakers   | D 109-140 | Cam Whitmore (34)       | Cam Whitmore (8)       | Je. Green, Sheppard (5) | Crypto.com Arena 18 997 | 52 - 29 |
| 82    | 13 avril   | Denver          | D 111-126 | Thompson, VanVleet (15) | Tari Eason (7)         | Reed Sheppard (7)       | Toyota Center 18 055    | 52 - 30 |

### Playoffs
| Playoffs Total: 3-4 (Domicile : 2-2; Extérieur : 1-2) |

| Match | Date match | Équipe         | Score     | Meilleur marqueur   | Meilleur rebondeur  | Meilleur passeur   | Lieux Spectateurs    | Série |
| ----- | ---------- | -------------- | --------- | ------------------- | ------------------- | ------------------ | -------------------- | ----- |
| 1     | 20 avril   | Golden State   | D 85-95   | Alperen Şengün (26) | Steven Adams (12)   | Fred VanVleet (7)  | Toyota Center 18 055 | 0 - 1 |
| 2     | 23 avril   | Golden State   | V 109-94  | Jalen Green (38)    | Alperen Şengün (16) | Alperen Şengün (7) | Toyota Center 18 055 | 1 - 1 |
| 3     | 26 avril   | @ Golden State | D 93-104  | Fred VanVleet (17)  | Alperen Şengün (11) | Jalen Green (5)    | Chase Center 18 064  | 1 - 2 |
| 4     | 28 avril   | @ Golden State | D 106-109 | Alperen Şengün (31) | Alperen Şengün (10) | Fred VanVleet (6)  | Chase Center 18 064  | 1 - 3 |
| 5     | 30 avril   | Golden State   | V 131-116 | Fred VanVleet (26)  | Alperen Şengün (9)  | Alperen Şengün (9) | Toyota Center 18 055 | 2 - 3 |
| 6     | 2 mai      | @ Golden State | V 115-107 | Fred VanVleet (29)  | Alperen Şengün (14) | Fred VanVleet (8)  | Chase Center 18 064  | 3 - 3 |
| 7     | 4 mai      | Golden State   | D 89-103  | Amen Thompson (24)  | Alperen Şengün (14) | Alperen Şengün (5) | Toyota Center 18 055 | 3 - 4 |

### Confrontations en saison régulière
| Conférence Est      | Conférence Est                              | Conférence Est                              | Conférence Ouest                            | Conférence Ouest                            | Conférence Ouest                            | Conférence Ouest                            | Conférence Ouest                            | Conférence Ouest                            | Conférence Ouest                            |
| Division Atlantique | Division Atlantique                         | Division Atlantique                         | Division Nord-Ouest                         | Division Nord-Ouest                         | Division Nord-Ouest                         | Division Nord-Ouest                         | Division Nord-Ouest                         | Division Nord-Ouest                         | Division Nord-Ouest                         |
| Équipe              | Domicile                                    | Extérieur                                   | Équipe                                      | Domicile                                    | Domicile                                    | Domicile                                    | Extérieur                                   | Extérieur                                   | Extérieur                                   |
| ------------------- | ------------------------------------------- | ------------------------------------------- | ------------------------------------------- | ------------------------------------------- | ------------------------------------------- | ------------------------------------------- | ------------------------------------------- | ------------------------------------------- | ------------------------------------------- |
| Boston              | 86-109                                      | 114-112                                     | Denver                                      | 111-116                                     | 111-126                                     |                                             | 128-108                                     |                                             |                                             |
| Brooklyn            | 98-110                                      | 97-99                                       | Minnesota                                   | 112-113                                     | 121-115                                     |                                             | 117-111 (OT)                                | 114-127                                     |                                             |
| New York            | 109-97                                      | 118-124                                     | Oklahoma City                               | 119-116                                     | 125-111                                     |                                             | 107-126                                     | 96-111                                      | 128-137                                     |
| Philadelphie        | 144-137 (OT)                                | 122-115 (OT)                                | Portland                                    | 116-88                                      | 98-104                                      |                                             | 125-103                                     |                                             |                                             |
| Toronto             | 94-87                                       | 114-110                                     | Utah                                        | 143-105                                     |                                             |                                             | 115-124                                     | 121-110                                     |                                             |
| Division            | 6-4 (Domicile : 3-2; Extérieur : 3-2)       | 6-4 (Domicile : 3-2; Extérieur : 3-2)       | Division                                    | 9-9 (Domicile : 5-4; Extérieur : 4-5)       | 9-9 (Domicile : 5-4; Extérieur : 4-5)       | 9-9 (Domicile : 5-4; Extérieur : 4-5)       | 9-9 (Domicile : 5-4; Extérieur : 4-5)       | 9-9 (Domicile : 5-4; Extérieur : 4-5)       | 9-9 (Domicile : 5-4; Extérieur : 4-5)       |
| Division Centrale   | Division Centrale                           | Division Centrale                           | Division Pacifique                          | Division Pacifique                          | Division Pacifique                          | Division Pacifique                          | Division Pacifique                          | Division Pacifique                          | Division Pacifique                          |
| Équipe              | Domicile                                    | Extérieur                                   | Équipe                                      | Domicile                                    | Domicile                                    | Domicile                                    | Extérieur                                   | Extérieur                                   | Extérieur                                   |
| Chicago             | 117-114                                     | 143-107                                     | Golden State                                | 121-127 (OT)                                | 91-90                                       | 98-105                                      | 93-99                                       | 106-96                                      |                                             |
| Cleveland           | 109-108                                     | 135-131                                     | L.A. Clippers                               | 111-103                                     | 125-104                                     |                                             | 117-106                                     | 117-134                                     |                                             |
| Detroit             | 96-107                                      | 101-99                                      | L.A. Lakers                                 | 119-115                                     |                                             |                                             | 98-104                                      | 109-140                                     |                                             |
| Indiana             | 130-113                                     | 102-115                                     | Phoenix                                     | 119-111                                     | 111-104                                     |                                             | 148-109                                     |                                             |                                             |
| Milwaukee           | 100-97                                      | 100-101                                     | Sacramento                                  | 103-113                                     |                                             |                                             | 111-120                                     | 127-132                                     |                                             |
| Division            | 7-3 (Domicile : 4-1; Extérieur : 3-2)       | 7-3 (Domicile : 4-1; Extérieur : 3-2)       | Division                                    | 9-9 (Domicile : 6-3; Extérieur : 3-6)       | 9-9 (Domicile : 6-3; Extérieur : 3-6)       | 9-9 (Domicile : 6-3; Extérieur : 3-6)       | 9-9 (Domicile : 6-3; Extérieur : 3-6)       | 9-9 (Domicile : 6-3; Extérieur : 3-6)       | 9-9 (Domicile : 6-3; Extérieur : 3-6)       |
| Division Sud-Est    | Division Sud-Est                            | Division Sud-Est                            | Division Sud-Ouest                          | Division Sud-Ouest                          | Division Sud-Ouest                          | Division Sud-Ouest                          | Division Sud-Ouest                          | Division Sud-Ouest                          | Division Sud-Ouest                          |
| Équipe              | Domicile                                    | Extérieur                                   | Équipe                                      | Domicile                                    | Domicile                                    | Domicile                                    | Extérieur                                   | Extérieur                                   | Extérieur                                   |
| Atlanta             | 121-114                                     | 100-96                                      | Dallas                                      | 110-99                                      | 133-96                                      |                                             | 108-102                                     | 105-116                                     |                                             |
| Charlotte           | 105-110                                     | 114-101                                     |                                             |                                             |                                             |                                             |                                             |                                             |                                             |
| Miami               | 100-104                                     | 102-98                                      | Memphis                                     | 128-108                                     | 120-118                                     |                                             | 119-115                                     | 119-120                                     |                                             |
| Orlando             | 97-84                                       | 116-108                                     | New Orleans                                 | 133-113                                     | 146-117                                     |                                             | 128-111                                     | 109-97                                      |                                             |
| Washington          | 107-92                                      | 135-112                                     | San Antonio                                 | 127-100                                     | 118-106                                     |                                             | 106-109                                     | 106-101                                     |                                             |
| Division            | 8-2 (Domicile : 3-2; Extérieur : 5-0)       | 8-2 (Domicile : 3-2; Extérieur : 5-0)       | Division                                    | 13-3 (Domicile : 8-0; Extérieur : 5-3)      | 13-3 (Domicile : 8-0; Extérieur : 5-3)      | 13-3 (Domicile : 8-0; Extérieur : 5-3)      | 13-3 (Domicile : 8-0; Extérieur : 5-3)      | 13-3 (Domicile : 8-0; Extérieur : 5-3)      | 13-3 (Domicile : 8-0; Extérieur : 5-3)      |
| Conférence          | 21-9 (Domicile : 10-5; Extérieur : 11-4)    | 21-9 (Domicile : 10-5; Extérieur : 11-4)    | Conférence                                  | 31-21 (Domicile : 19-7; Extérieur : 12-14)  | 31-21 (Domicile : 19-7; Extérieur : 12-14)  | 31-21 (Domicile : 19-7; Extérieur : 12-14)  | 31-21 (Domicile : 19-7; Extérieur : 12-14)  | 31-21 (Domicile : 19-7; Extérieur : 12-14)  | 31-21 (Domicile : 19-7; Extérieur : 12-14)  |
| Total               | 52-30 (Domicile : 29-12; Extérieur : 23-18) | 52-30 (Domicile : 29-12; Extérieur : 23-18) | 52-30 (Domicile : 29-12; Extérieur : 23-18) | 52-30 (Domicile : 29-12; Extérieur : 23-18) | 52-30 (Domicile : 29-12; Extérieur : 23-18) | 52-30 (Domicile : 29-12; Extérieur : 23-18) | 52-30 (Domicile : 29-12; Extérieur : 23-18) | 52-30 (Domicile : 29-12; Extérieur : 23-18) | 52-30 (Domicile : 29-12; Extérieur : 23-18) |

## Classements

### Saison régulière
| Conférence Ouest | Conférence Ouest                    | Conférence Ouest | Conférence Ouest | Conférence Ouest | Conférence Ouest | Conférence Ouest | Conférence Ouest |
| No               | Franchise                           | Vic.             | Def.             | MJ               | V/D              | GB               |                  |
| ---------------- | ----------------------------------- | ---------------- | ---------------- | ---------------- | ---------------- | ---------------- | ---------------- |
| 1                | Thunder d'Oklahoma City - c         | 68               | 14               | 82               | .829             | –                |                  |
| 2                | Rockets de Houston - y              | 52               | 30               | 82               | .634             | 16               |                  |
| 3                | Lakers de Los Angeles - y           | 50               | 32               | 82               | .610             | 18               |                  |
| 4                | Nuggets de Denver - x               | 50               | 32               | 82               | .610             | 18               |                  |
| 5                | Clippers de Los Angeles - x         | 50               | 32               | 82               | .610             | 18               |                  |
| 6                | Timberwolves du Minnesota - x       | 49               | 33               | 82               | .598             | 19               |                  |
|                  |                                     |                  |                  |                  |                  |                  |                  |
| 7                | Warriors de Golden State - x        | 48               | 34               | 82               | .585             | 20               |                  |
| 8                | Grizzlies de Memphis - x            | 48               | 34               | 82               | .585             | 20               |                  |
| 9                | Kings de Sacramento - pi            | 40               | 42               | 82               | .488             | 28               |                  |
| 10               | Mavericks de Dallas - pi            | 39               | 43               | 82               | .476             | 29               |                  |
|                  |                                     |                  |                  |                  |                  |                  |                  |
| 11               | Suns de Phoenix - o                 | 36               | 46               | 82               | .439             | 32               |                  |
| 12               | Trail Blazers de Portland - o       | 36               | 46               | 82               | .439             | 32               |                  |
| 13               | Spurs de San Antonio - o            | 34               | 48               | 82               | .415             | 34               |                  |
| 14               | Pelicans de La Nouvelle-Orléans - o | 21               | 61               | 82               | .256             | 47               |                  |
| 15               | Jazz de l'Utah - o                  | 17               | 65               | 82               | .207             | 51               |                  |

| Division Sud-Ouest           | V  | D  | MJ | V/D  | GB | Dom   | Ext   | Neu | Div  |
| ---------------------------- | -- | -- | -- | ---- | -- | ----- | ----- | --- | ---- |
| Rockets de Houston - y       | 52 | 30 | 82 | .634 | –  | 29-12 | 23-17 | 0-1 | 13-3 |
| Grizzlies de Memphis - x     | 48 | 34 | 82 | .585 | 4  | 26-15 | 22-19 | 0-0 | 11-5 |
| Mavericks de Dallas - pi     | 39 | 43 | 82 | .476 | 13 | 22-18 | 17-25 | 0-0 | 8-8  |
| Spurs de San Antonio - o     | 34 | 48 | 82 | .415 | 18 | 20-20 | 13-27 | 1-1 | 5-11 |
| Pelicans de Nlle-Orléans - o | 21 | 61 | 82 | .256 | 31 | 14-27 | 7-34  | 0-0 | 3-13 |

### NBA In-Season Tournament
| Rang | Équipe                    | %    | J | G | P | Pp  | Pc  | Diff |
| ---- | ------------------------- | ---- | - | - | - | --- | --- | ---- |
| 1    | Rockets de Houston        | .750 | 4 | 3 | 1 | 454 | 414 | 40   |
| 2    | Clippers de Los Angeles   | .500 | 4 | 2 | 2 | 427 | 411 | 16   |
| 3    | Timberwolves du Minnesota | .500 | 4 | 2 | 2 | 418 | 431 | -13  |
| 4    | Trail Blazers de Portland | .500 | 4 | 2 | 2 | 430 | 457 | -27  |
| 5    | Kings de Sacramento       | .250 | 4 | 1 | 3 | 429 | 445 | -16  |

|  | Quarts de finale                     | Quarts de finale                 | Quarts de finale                 | Quarts de finale                 |                         |                         | Demi-finales                     | Demi-finales                     | Demi-finales                     | Demi-finales                     |  |  | Finale                           | Finale                           | Finale                           | Finale                           |
|  |                                      |                                  |                                  |                                  |                         |                         |                                  |                                  |                                  |                                  |  |  |                                  |                                  |                                  |                                  |
|  | 10 décembre 2024 – Milwaukee, WI     | 10 décembre 2024 – Milwaukee, WI | 10 décembre 2024 – Milwaukee, WI | 10 décembre 2024 – Milwaukee, WI |                         |                         | 14 décembre 2024 – Las Vegas, NV | 14 décembre 2024 – Las Vegas, NV | 14 décembre 2024 – Las Vegas, NV | 14 décembre 2024 – Las Vegas, NV |  |  | 17 décembre 2024 – Las Vegas, NV | 17 décembre 2024 – Las Vegas, NV | 17 décembre 2024 – Las Vegas, NV | 17 décembre 2024 – Las Vegas, NV |
|  | 10 décembre 2024 – Milwaukee, WI     | 10 décembre 2024 – Milwaukee, WI | 10 décembre 2024 – Milwaukee, WI | 10 décembre 2024 – Milwaukee, WI |                         |                         | 14 décembre 2024 – Las Vegas, NV | 14 décembre 2024 – Las Vegas, NV | 14 décembre 2024 – Las Vegas, NV | 14 décembre 2024 – Las Vegas, NV |  |  | 17 décembre 2024 – Las Vegas, NV | 17 décembre 2024 – Las Vegas, NV | 17 décembre 2024 – Las Vegas, NV | 17 décembre 2024 – Las Vegas, NV |
|  | Bucks de Milwaukee                   | Bucks de Milwaukee               | 114                              | 114                              |                         |                         | 14 décembre 2024 – Las Vegas, NV | 14 décembre 2024 – Las Vegas, NV | 14 décembre 2024 – Las Vegas, NV | 14 décembre 2024 – Las Vegas, NV |  |  | 17 décembre 2024 – Las Vegas, NV | 17 décembre 2024 – Las Vegas, NV | 17 décembre 2024 – Las Vegas, NV | 17 décembre 2024 – Las Vegas, NV |
|  | Bucks de Milwaukee                   | Bucks de Milwaukee               | 114                              | 114                              |                         |                         | 14 décembre 2024 – Las Vegas, NV | 14 décembre 2024 – Las Vegas, NV | 14 décembre 2024 – Las Vegas, NV | 14 décembre 2024 – Las Vegas, NV |  |  | 17 décembre 2024 – Las Vegas, NV | 17 décembre 2024 – Las Vegas, NV | 17 décembre 2024 – Las Vegas, NV | 17 décembre 2024 – Las Vegas, NV |
|  | Magic d'Orlando                      | Magic d'Orlando                  | 109                              | 109                              |                         |                         | 14 décembre 2024 – Las Vegas, NV | 14 décembre 2024 – Las Vegas, NV | 14 décembre 2024 – Las Vegas, NV | 14 décembre 2024 – Las Vegas, NV |  |  | 17 décembre 2024 – Las Vegas, NV | 17 décembre 2024 – Las Vegas, NV | 17 décembre 2024 – Las Vegas, NV | 17 décembre 2024 – Las Vegas, NV |
|  | Magic d'Orlando                      | Magic d'Orlando                  | 109                              | 109                              | Bucks de Milwaukee      | Bucks de Milwaukee      | 110                              | 110                              |                                  |                                  |  |  | 17 décembre 2024 – Las Vegas, NV | 17 décembre 2024 – Las Vegas, NV | 17 décembre 2024 – Las Vegas, NV | 17 décembre 2024 – Las Vegas, NV |
|  | 11 décembre 2024 – New York, NY      |                                  |                                  |                                  | Bucks de Milwaukee      | Bucks de Milwaukee      | 110                              | 110                              |                                  |                                  |  |  | 17 décembre 2024 – Las Vegas, NV | 17 décembre 2024 – Las Vegas, NV | 17 décembre 2024 – Las Vegas, NV | 17 décembre 2024 – Las Vegas, NV |
|  |                                      |                                  | Hawks d'Atlanta                  | Hawks d'Atlanta                  | 102                     | 102                     |                                  |                                  |                                  |                                  |  |  | 17 décembre 2024 – Las Vegas, NV | 17 décembre 2024 – Las Vegas, NV | 17 décembre 2024 – Las Vegas, NV | 17 décembre 2024 – Las Vegas, NV |
|  | Knicks de New York                   | Knicks de New York               | Hawks d'Atlanta                  | Hawks d'Atlanta                  | 102                     | 102                     | 100                              | 100                              |                                  |                                  |  |  | 17 décembre 2024 – Las Vegas, NV | 17 décembre 2024 – Las Vegas, NV | 17 décembre 2024 – Las Vegas, NV | 17 décembre 2024 – Las Vegas, NV |
|  | Knicks de New York                   | Knicks de New York               | 14 décembre 2024 – Las Vegas, NV |                                  |                         |                         | 100                              | 100                              |                                  |                                  |  |  | 17 décembre 2024 – Las Vegas, NV | 17 décembre 2024 – Las Vegas, NV | 17 décembre 2024 – Las Vegas, NV | 17 décembre 2024 – Las Vegas, NV |
|  | Hawks d'Atlanta                      | Hawks d'Atlanta                  | 108                              | 108                              |                         |                         |                                  |                                  |                                  |                                  |  |  | 17 décembre 2024 – Las Vegas, NV | 17 décembre 2024 – Las Vegas, NV | 17 décembre 2024 – Las Vegas, NV | 17 décembre 2024 – Las Vegas, NV |
|  | Hawks d'Atlanta                      | Hawks d'Atlanta                  | 108                              | 108                              | Bucks de Milwaukee      | Bucks de Milwaukee      | 97                               | 97                               |                                  |                                  |  |  |                                  |                                  |                                  |                                  |
|  | 10 décembre 2024 – Oklahoma City, OK |                                  |                                  |                                  | Bucks de Milwaukee      | Bucks de Milwaukee      | 97                               | 97                               |                                  |                                  |  |  |                                  |                                  |                                  |                                  |
|  |                                      |                                  | Thunder d'Oklahoma City          | Thunder d'Oklahoma City          | 81                      | 81                      |                                  |                                  |                                  |                                  |  |  |                                  |                                  |                                  |                                  |
|  | Thunder d'Oklahoma City              | Thunder d'Oklahoma City          | Thunder d'Oklahoma City          | Thunder d'Oklahoma City          | 81                      | 81                      | 118                              | 118                              |                                  |                                  |  |  |                                  |                                  |                                  |                                  |
|  | Thunder d'Oklahoma City              | Thunder d'Oklahoma City          |                                  |                                  |                         |                         |                                  |                                  |                                  |                                  |  |  |                                  |                                  |                                  |                                  |
|  | Mavericks de Dallas                  | Mavericks de Dallas              | 104                              | 104                              |                         |                         |                                  |                                  |                                  |                                  |  |  |                                  |                                  |                                  |                                  |
|  | Mavericks de Dallas                  | Mavericks de Dallas              | 104                              | 104                              | Thunder d'Oklahoma City | Thunder d'Oklahoma City | 111                              | 111                              |                                  |                                  |  |  |                                  |                                  |                                  |                                  |
|  | 11 décembre 2024 – Houston, TX       |                                  |                                  |                                  | Thunder d'Oklahoma City | Thunder d'Oklahoma City | 111                              | 111                              |                                  |                                  |  |  |                                  |                                  |                                  |                                  |
|  |                                      |                                  | Rockets de Houston               | Rockets de Houston               | 96                      | 96                      |                                  |                                  |                                  |                                  |  |  |                                  |                                  |                                  |                                  |
|  | Rockets de Houston                   | Rockets de Houston               | Rockets de Houston               | Rockets de Houston               | 96                      | 96                      | 91                               | 91                               |                                  |                                  |  |  |                                  |                                  |                                  |                                  |
|  | Rockets de Houston                   | Rockets de Houston               |                                  |                                  |                         |                         |                                  | 91                               |                                  |                                  |  |  |                                  |                                  |                                  |                                  |
|  | Warriors de Golden State             | Warriors de Golden State         | 90                               | 90                               |                         |                         |                                  |                                  |                                  |                                  |  |  |                                  |                                  |                                  |                                  |
|  | Warriors de Golden State             | Warriors de Golden State         | 90                               | 90                               |                         |                         |                                  |                                  |                                  |                                  |  |  |                                  |                                  |                                  |                                  |
|  |                                      |                                  |                                  |                                  |                         |                         |                                  |                                  |                                  |                                  |  |  |                                  |                                  |                                  |                                  |